# 顧紹芳
顧紹芳（1547年—1593年），字實甫，號學海，直隸蘇州府崑山縣人，直隸蘇州府太倉州民籍，明朝政治人物。

## 生平
萬曆四年（1576年）丙子科應天鄉試第十六名舉人，萬曆五年（1577年）聯捷丁丑科進士。改翰林院庶吉士。七年九月授翰林院检讨，十二年十月复除原职，十二月充《大明会典》纂修官，十八年六月升左春坊左赞善兼编修，八月充经筵展书官，十九年正月充日讲官，四月告病，被准回籍调理。二十一年二月二十二日病卒，以曾任日讲官特别恩赐祭葬。著有《珤菴集》。

## 家族
曾祖顧鑑，封刑科給事中；祖父顧濟，曾任刑科給事中 贈中憲大夫；父顧章志，曾任布政司右參政。母王氏（贈恭人）；繼母孫氏（封恭人）。具庆下。異母弟绍芾、绍芬。從弟顧绍夔，舉人。子顧同德、顧同應。